# 劉景韶 (嘉靖進士)
劉景韶（1517年—1578年），字子成，號白川，後改號白原，湖廣武昌府崇陽縣人，軍籍，明朝政治人物。

## 生平
嘉靖十九年（1540年）庚子科湖廣鄉試第六十名舉人。嘉靖二十三年（1544年）中式甲辰科會試第一百六十七名，登第三甲第一百八十五名進士。选授广东潮阳县知县，逾四载，入为刑部广东司主事，韃虜入犯京城，负责守安定门，虏退，遂进署职方员外郎。嘉靖三十二年（1553年）参与兴建京师外城，次年工程完工，實授兵部员外郎，出为贵州按察司佥事，以镇压川貴峒苗之功，嘉靖三十四年（1555年）升撫苗参议，自思南移驻铜仁。进浙江按察司副使，兵备江北海道。三十八年九月以剿平倭寇功，升浙江按察使，仍管淮揚海防。不久升任巡撫鳳陽右僉都御史，丁母汪安人忧解任，嘉靖四十年八月以考察拾遺，降调外任。
明穆宗即位，诏恩复故官致仕。萬曆六年戊寅卒，年六十二。墓在史家渡之阳。著有秋蛩、燕臺、战餘漫稿、太白原稿等。

## 家族
曾祖劉鐸；祖父劉紹箕；父劉縉。嫡母甘氏；生母汪氏。具庆下。兄景明、景芳。弟景光、景鍾。长子劉日孚，为武昌卫指挥。